# Kreis Gotha
De Kreis Gotha was een kreis in de Duitse Democratische Republiek. De kreis bestond tussen 1952 en 1994 en maakte deel uit van de Bezirk Erfurt en aansluitend van het Land Thüringen na de Duitse hereniging. Kreisstadt was Gotha.

## Geschiedenis
Op 25 juli 1952 vond er in de DDR een omvangrijke herindeling plaats, waarbij onder andere de deelstaten werden opgeheven en nieuwe Bezirke werden gevormd. De kreis ontstond bij deze herindeling uit een deel van de Landkreis Gotha. Met name in het oosten en noorden werden gemeenten bij andere kreise ondergebracht, waardoor de nieuwe kreis wezenlijk kleiner was dan zijn voorganger. Gotha werd Kreisstadt en verloor daarmee tegelijkertijd haar status als kreisfreie Stadt. Naast Gotha bestond de kreis uit de steden Waltershausen, Ohrdruf, Tambach-Dietharz en Friedrichroda.
Op 17 mei 1990 werd de kreis in Landkreis Gotha hernoemd. Bij de Duitse hereniging later dat jaar werd de landkreis onderdeel van het nieuw gevormde Land Thüringen. Vier jaar later, op 1 juli 1994, vond er een herindeling in Thüringen plaats, waarbij de kreis werd opgeheven en opging in de nieuwe Landkreis Gotha.

## Referentie
1. ↑  Gesetz über die Selbstverwaltung der Gemeinden und Landkreise in der DDR (Kommunalverfassung) vom 17. Mai 1990[dode link]

Apolda · 
Arnstadt · 
Eisenach · 
Erfurt (stadtkreis) · 
Erfurt-Land · 
Gotha · 
Heiligenstadt · 
Langensalza · 
Mühlhausen · 
Nordhausen · 
Sömmerda · 
Sondershausen · 
Weimar (stadtkreis) · 
Weimar-Land · 
Worbis